# Helmut Schmolz
Helmut Schmolz (* 15. Dezember 1928 in Geislingen an der Steige; † 8. Januar 2006) war Stadtarchivar und Heimatforscher in Heilbronn.

## Leben
Schmolz war der Sohn des Geislinger Ziseleurmeisters Hugo Paul Schmolz und dessen Frau Babette. Nach dem Abitur 1948 begann er in Tübingen ein Studium unter anderem der Germanistik und der Geschichte, das er mit der Promotion zum Dr. phil. abschloss. Danach absolvierte er am Staatsarchiv Ludwigsburg die Staatsprüfung für den Höheren Archivdienst.
Ab 1954 war Schmolz Leiter des Stadtarchivs in Geislingen, ab 1956 des Kreisarchivs Göppingen. 1960 wurde er in Geislingen Städtischer Archivrat, 1963 Heilbronner Stadtarchivar. Das Stadtarchiv Heilbronn befand sich damals noch im Heilbronner Fleischhaus, zog dann nach einer Zwischenstation ab 1966 in der Klarastraße im Jahr 1976 in den Deutschhof. Die Archivräume im Deutschhof gehen im Wesentlichen auf seine Planungen zurück. Unter der Leitung von Schmolz wurden die zeitgeschichtliche Sammlung der Stadt sowie die Fotostelle begründet und alle anderen Sammlungen, darunter die wissenschaftliche Bibliothek, weitreichend ausgebaut.
Schmolz zählte zu den ersten Archivaren, die eine umfangreiche Ausstellungstätigkeit aufnahmen, und gilt damit als einer der Vorreiter des modernen Archivwesens in Baden-Württemberg. Ab 1966 war er Städtischer Oberarchivrat und von 1971 bis zu seinem Ruhestand 1991 Städtischer Archivdirektor.
Er war Mitglied der Bund-Länder-Gemeinde-Kommission für Berufs- und Tariffragen der Archivare, Bibliothekare und Dokumentare sowie außerordentliches Mitglied der Kommission für geschichtliche Landeskunde Baden-Württemberg. Er führte 1971 den Südwestdeutschen Archivtag und 1981 den Deutschen Archivtag in Heilbronn durch. Von 1971 bis zu seinem Tod 2006 war Schmolz außerdem Vorsitzender des Historischen Vereins Heilbronn.
Schmolz war Autor und Herausgeber zahlreicher Schriften insbesondere zur Heilbronner Stadtgeschichte, oft in Zusammenarbeit mit seinem langjährigen Mitarbeiter Hubert Weckbach. Zu seinen letzten Werken zählen Beiträge für die Jahresberichte der Kreissparkasse Heilbronn, die regionale Beispiele für die auf den Euro-Noten zu sehenden Baustile zum Inhalt hatten.

## Werke (Auswahl)
- Festbuch zum hundertjährigen Jubiläum verbunden mit der Landesversammlung des Feuerwehrverbandes von Württemberg und Hohenzollern am 16./17. Juli 1960 (1960)
- Herrschaft und Dorf im Gebiet der Reichsstadt Ulm. Beobachtungen zur neueren Geschichte der Dörfer Nellingen, Gingen a. F., Türkheim, Überkingen, Unterböhringen und Steinenkirch. In: Ulm und Oberschwaben 36, 1962
- Geschichte der Stadt Geislingen an der Steige (1963)
- Stauferland Göppingen, Geislingen und das Filstal mit Manfred Akermann
- Die Geschichte der Volksbank Geislingen e.G.m.b.H., Geislingen an der Steige 1863–1963 (1963)
- Fußstapfen der Geschichte im Landkreis Göppingen. Schicksale aus elf Jahrhunderten (1964) mit Manfred Akermann
- Robert Mayer. Sein Leben und Werk in Dokumenten (1964) mit Hubert Weckbach
- Heilbronn mit Böckingen, Neckargartach, Sontheim. Bd. 1: Fotos von 1860–1944 (1966)
- Heilbronn mit Böckingen, Neckargartach, Sontheim. Bd. 2: Fotos von 1858–1944 (1967)
- Johann Jakob Widmann, ein Pionier der industriellen Revolution des 19. Jahrhunderts aus Heilbronn (1968)
- Obereisesheim und das Kloster Lorsch (1969)
- Das Rätsel um eine Maschine im Nachlaß von Robert Mayer. In: Jahrbuch für schwäbisch-fränkische Geschichte 26, 1969
- Prof. Dr. med. Hermann Strauß 1868–1944. Zu seinem 100. Geburtstag und 25. Todestag. In: Jahrbuch für schwäbisch-fränkische Geschichte 26, 1969
- Heilbronn – Geschichte und Leben einer Stadt (1973) mit Hubert Weckbach
- Grundprobleme der frühen Geschichte der Stadt Heilbronn. In: Jahrbuch für schwäbisch-fränkische Geschichte 27, 1973
- Mein Heilbronn. Postkartenalbum (1976), mit Hubert Weckbach
- Drunten im Unterland (1976), mit Rudolf Gabel
- Hat die Geschichte einen Sinn? In: Jahrbuch für schwäbisch-fränkische Geschichte 28, 1976
- 450 Jahre Reformation in Heilbronn: Ursachen, Anfänge, Verlauf (bis 1555) (1980), mit Hubert Weckbach, Karin Peters und Jörg Baur
- Reformation in Heilbronn. Ursachen, Anfänge, Verlauf. In: Jahrbuch für schwäbisch-fränkische Geschichte 29, 1981
- Die Wohnungen von Theodor Heuss in Heilbronn. Zum 100. Geburtstag des Heilbronner Ehrenbürgers am 31. Januar 1984. In: Jahrbuch für schwäbisch-fränkische Geschichte 30, 1983
- „Alles was man übersieht ist fruchtbar.“ Weinbau und Landwirtschaft im alten Heilbronn. In: Jahrbuch für schwäbisch-fränkische Geschichte 31, 1986
- Biberach – wie es einmal war: Das alte Ortsbild in Fotografien 1890–1945 (1987), mit Hubert Weckbach
- Sontheim – wie es einmal war: Das alte Ortsbild in Fotografien 1858–1945 (1988), mit Hubert Weckbach
- Neckargartach – wie es einmal war: Das alte Ortsbild in Fotografien 1880–1945 (1988), mit Hubert Weckbach
- Städte im Unterland: Malerische Ansichten aus dem 19. Jahrhundert  (1989), mit Christhard Schrenk und Hubert Weckbach
- Heilbronner Schauplätze. Menschliche Lebensräume in der alten Stadt (1991), mit Christhard Schrenk und Hubert Weckbach
- Heilbronn aus der Vogelschau: Luftaufnahmen aus den Jahren 1906 bis 1991 (1991), mit Christhard Schrenk, Hubert Weckbach und Emil Beutinger
- Alexander Baumann. Ein Pionier des Flugzeugbaus (1875–1928). Herkunft, Leben, Werk. In: Jahrbuch für schwäbisch-fränkische Geschichte 32, 1992
- Heilbronner, die Geschichte sind. Eine Zeitreise mit unseren klugen Köpfen (2000)